# Astinoms
Astinoms (en grec antic ἀστυνόμοι) eren uns funcionaris públics atenencs escollits anualment per les deu tribus, cinc per la ciutat d'Atenes i cinc pel Pireu.
Eren una espècie de caps de policia responsables de l'ordre als carrers, havien de mantenir-los nets i revisar si els edificis, tant els públics com els privats estaven en bon estat de conservació i que no poguessin produir lesions en cas de caiguda, segons diuen Plató i Aristòtil. Plató diu que també s'ocupaven de la pavimentació dels carrers i del subministrament d'aigua, però aquestes feines depenien d'altres funcionaris.
Aristòtil diu que organitzaven i supervisaven als κοπρολόγοι ("koprológoi"), els encarregats de la neteja pública, i controlaven els músics de carrer d'ambdós sexes i els preus que demanaven per actuar, a les heteres i als xarlatans, però el més probable es que només controlessin les alteracions i les aglomeracions al carrer, ja que els agorànoms tenien el control de les prostitutes públiques.
La vigilància de l'estat dels edificis era una de les seves principals funcions. Diògenes Laerci explica una anècdota referida al filòsof Crates en la que diu que una de les funcions dels astinoms era evitar que una persona es mostrés en públic amb una roba massa luxosa o indecent. El càrrec es considerava pesat i no es podia obligar a ningú a ser astinom per segona vegada.